# Matinangarches bagus
Matinangarches bagus là một loài tò vò trong họ Ichneumonidae.